# Reuben Wood
Pour les articles homonymes, voir Wood.
Reuben Wood (né en 1792 ou 1793, mort le 1er octobre 1864) est un homme politique américain démocrate, gouverneur de l'Ohio entre 1850 et 1853.

## Biographie
Wood est né près de Middletown, comté de Rutland, dans le Vermont, en 1792 ou 1793. Alors qu'il habite au Canada chez son oncle après la mort de son père, il est engagé dans l'armée canadienne, mais s'échappe en traversant le lac Ontario. En 1818, il se rend à Cleveland en Ohio, qui est alors un village de 600 habitants. Il siège au sénat de l'Ohio entre 1825 et 1830, date à laquelle il est élu juge. Il est élu en 1833 juge à la cour suprême de l'Ohio où il siège jusqu'en 1847. Il est gouverneur de l'Ohio entre 1850 et 1853, date à laquelle il démissionne pour devenir consul à Valparaiso au Chili, où il reste jusqu'en 1855 avant de prendre sa retraite à Cleveland. Il meurt le 1er octobre 1864 à l'âge de 72 ans.